# Paul Rimbaud (militaire)
Cet article concerne le militaire et Compagnon de la Libération. Pour l'avocat français, voir Paul Rimbaud (Avocat).
Pour les articles homonymes, voir Rimbaud (homonymie).
Paul Rimbaud, né le 2 mars 1906 à Toulon et Mort pour la France au large des îles Kerkennah le 15 décembre 1940, est un militaire et résistant français, Compagnon de la Libération. 

## Biographie

### Jeunesse et engagement
Fils d'un commis de marine, Paul Rimbaud naît le 2 mars 1906 à Toulon. Suivant les traces de son père, il s'engage dans la Marine en 1923 et obtient un brevet de mécanicien à l'école de maistrance de Toulon. Gravissant les échelons, il est Premier maître en 1928 et ingénieur mécanicien de 2e classe en 1933,. Affecté sur une douzaine de bâtiments entre 1923 et 1939, il est fait chevalier de la Légion d'Honneur le 30 juin 1937,. En juillet 1939, il est promu ingénieur mécanicien de 1re classe.

### Seconde Guerre mondiale
Au moment où éclate la seconde guerre mondiale, Paul Rimbaud est affecté au sous-marin Narval basé à Bizerte en Tunisie. En apprenant l'armistice du 22 juin 1940, François Drogou, commandant du navire, décide de poursuivre la lutte contre l'Allemagne en laissant à ses hommes le choix de le suivre ou non. Décidant de suivre son chef, Paul Rimbaud et ses camarades appareillent du port de Sousse le 24 juin et rejoignent Malte où ils se rallient à la France libre. Le narval et son équipage participent à plusieurs missions au large de Malte et de la Tunisie, surveillant le passage entre l'Italie et la Libye.
Le 15 décembre 1940, à proximité des îles Kerkennah, au large de Sfax en Tunisie, le Narval saute sur une mine et sombre avec tout son équipage. Le 1er janvier 1941, Paul Rimbaud est promu ingénieur mécanicien principal à titre posthume.

## Décorations
|  |  |  |  |  |  |  |  |  |
|  |  |  |  |  |  |  |  |  |

| Chevalier de la Légion d'Honneur    | Chevalier de la Légion d'Honneur | Chevalier de la Légion d'Honneur | Compagnon de la Libération Par décret du 1er février 1941 | Compagnon de la Libération Par décret du 1er février 1941 | Compagnon de la Libération Par décret du 1er février 1941 | Croix de guerre 1939-1945 Avec une palme | Croix de guerre 1939-1945 Avec une palme | Croix de guerre 1939-1945 Avec une palme |
| Médaille de la Résistance française |                                  |                                  |                                                           |                                                           |                                                           |                                          |                                          |                                          |

## Hommages
- À Toulon, son nom est inscrit sur le monument commémoratif aux sous-mariniers[9].
- À Brest, son nom figure sur le monument commémoratif du sous-marin Narval[10].